# Alana Parnaby
Alana Parnaby (Australia, 15 settembre 1994) è una tennista australiana.

## Carriera
Alana Parnaby ha vinto 8 titoli in doppio nel circuito ITF in carriera. Il 29 luglio 2019 ha raggiunto il best ranking mondiale nel singolare, nr 608; il 31 gennaio 2022 ha raggiunto il miglior piazzamento mondiale nel doppio, nr 363.
Ha fatto il suo debutto al Sydney International 2022, partecipando nel doppio in coppia con Gabriella Da Silva-Fick, uscendo sconfitte al primo turno dal team composto da Alexa Guarachi e Nicole Melichar-Martinez.
Si allena alla Muscillo Tennis Academy.

## Statistiche ITF

### Doppio

#### Vittorie (8)
| Torneo $100.000 (0) |
| Torneo $80.000 (0)  |
| Torneo $75.000 (0)  |
| Torneo $60.000 (0)  |
| Torneo $50.000 (0)  |
| Torneo $40.000 (1)  |
| Torneo $25.000 (6)  |
| Torneo $15.000 (0)  |
| Torneo $10.000 (1)  |

| N. | Data             | Torneo                                       | Superficie  | Compagna           | Avversarie in finale                           | Score             |
| 1. | 22 luglio 2016   | Sunrise Aluminium Women's Circuit, Hong Kong | Cemento     | Nagi Hanatani      | Gai Ao Zhang Ying                              | 6–4, 4–6, [13–11] |
| 2. | 9 marzo 2019     | Mildura Grand Tennis International, Mildura  | Erba        | Alicia Smith       | Olivia Rogowska Storm Sanders                  | 3-6, 6-3, [10-8]  |
| 3. | 7 maggio 2022    | Nottingham Tennis Centre, Nottingham         | Cemento     | Mana Ayukawa       | Eudice Chong Cody Wong Hong-yi                 | 7-5, 6-4          |
| 4. | 19 novembre 2022 | Traralgon Challenger, Città di Latrobe       | Cemento     | Naiktha Bains      | Haruna Arakawa Natsuho Arakawa                 | 7-6(4), 6-2       |
| 5. | 22 luglio 2023   | Tennis International Darmstadt, Darmstadt    | Terra rossa | Michaela Bayerlová | Arina Gabriela Vasilescu Anastasija Zolotarëva | 7-5, 6-4          |
| 6. | 8 giugno 2024    | Montemor Ladies Open, Montemor-o-Novo        | Cemento     | Elena Micic        | Eudice Chong Lucrezia Musetti                  | 7-6(6), 6-4       |
| 7. | 5 ottobre 2024   | Cairns Tennis International, Cairns          | Cemento     | Petra Hule         | Mia Horvit Tenika McGiffin                     | 6-2, 6-2          |
| 8. | 12 ottobre 2024  | Cairns Tennis International, Cairns          | Cemento     | Petra Hule         | Destanee Aiava Alexandra Bozovic               | 3-6, 6-2, [10-2]  |

#### Sconfitte (13)
| Torneo $100.000 (0) |
| Torneo $80.000 (0)  |
| Torneo $75.000 (0)  |
| Torneo $60.000 (4)  |
| Torneo $50.000 (0)  |
| Torneo $40.000 (0)  |
| Torneo $25.000 (8)  |
| Torneo $15.000 (0)  |
| Torneo $10.000 (1)  |

| N.  | Data             | Torneo                                        | Superficie  | Compagna                | Avversarie in finale                   | Punteggio        |
| 1.  | 19 agosto 2016   | Rabo Future Oldenzaal, Oldenzaal              | Terra rossa | Lisa-Marie Mätschke     | Déborah Kerfs Chiara Scholl            | 3-6, 4-6         |
| 2.  | 7 gennaio 2022   | Bendigo International, Bendigo                | Cemento     | Alison Bai              | Fernanda Contreras Alycia Parks        | 3-6, 1-6         |
| 3.  | 6 marzo 2022     | Bendigo Pro Tour, Bendigo                     | Cemento     | Gabriella Da Silva-Fick | Jaimee Fourlis Ellen Perez             | 1-6, 1-6         |
| 4.  | 2 aprile 2022    | ACT Clay Court International, Canberra        | Terra rossa | Fernanda Contreras      | Ankita Raina Arina Rodionova           | 6-4, 2-6, [9-11] |
| 5.  | 21 maggio 2022   | Montemor Ladies Open, Montemor-o-Novo         | Cemento     | Prarthana Thombare      | Francisca Jorge Matilde Jorge          | 3-6, 4-6         |
| 6.  | 2 luglio 2022    | Porto Open, Porto                             | Cemento     | Lu Jiajing              | Lee Ya-hsuan Wu Fang-hsien             | 7-5, 4-6, [1-10] |
| 7.  | 30 luglio 2022   | BMW AHG Cup, Horb am Neckar                   | Terra rossa | Jaimee Fourlis          | Ekaterina Makarova Ekaterina Rejngol'd | 6-2, 4-6, [8-10] |
| 8.  | 15 ottobre 2022  | Cairns Tennis International, Cairns           | Cemento     | Taylah Preston          | Talia Gibson Petra Hule                | 1-6, 4-6         |
| 9.  | 13 maggio 2023   | Fukuoka International Women's Tennis, Fukuoka | Sintetico   | Ma Yexin                | Emina Bektas Lina Glushko              | 5-7, 3-6         |
| 10. | 22 dicembre 2023 | Eves Open, Papamoa                            | Cemento     | Michaela Bayerlová      | Mio Mushika Hikaru Sato                | 4-6, 7-5, [8-10] |
| 11. | 10 febbraio 2024 | Burnie International, Burnie                  | Cemento     | Ma Yexin                | Tang Qianhui You Xiaodi                | 4–6, 5-7         |
| 12. | 23 marzo 2024    | Swan Hill Tennis International, Swan Hill     | Erba        | Monique Barry           | Sakura Hosogi Misaki Matsuda           | 2-6, 2-6         |
| 13. | 21 giugno 2024   | Open Villa de Tauste, Tauste                  | Cemento     | Victoria Rodríguez      | Rutuja Bhosale Tian Fangran            | 2-6, 4-6         |